# Destroy!
Destroy! era un gruppo musicale crust punk statunitense. Provenienti da Minneapolis, sono stati attivi tra il 1988 e il 1994.
Il cantante Felix Havoc ha fondato la Havoc Records nel 1992 per pubblicare l'EP dei Destroy! Burn this Racist System Down 7".

## Membri
- Felix Havoc (Code 13, Damage Deposit) – voce (1988-1994);
- Yngwie Markstein (Disembodied, Look Back and Laugh, No Statik) – chitarra (1990-1994);
- Troll (Disrespect) – basso (1993-1994);
- CyberNate Scabies (Brainoil, Stormcrow) – chitarra (1992-1994);
- Mitch Useless (PersonHurter, Servitude, Segue, Despise, Mordwolf and The Murderers) – batteria (1992-1994);
- Mark Snorkelman – basso (1988-1991);
- Dallas – chitarra (1988-1991);
- Kirby Pringle – batteria (1989-1990);
- Chris – batteria (1990-1992);
- Jake Scabies – basso (1992-1993);
- Mandy Manduke – voce (1993-1994);

## Discografia

### LP
- 1990 – The Basement Years, AYF
- 1994 – Necropolis, Sound Pollution

### EP
- 1991 – Total Fucking Chaos 7", Relapse (GTGP) Records
- 1992 – Burn this Racist System Down 7"

### Demo
- 1989 – Create Chaos, AYF

### Album dal vivo
- 1990 – Live @ CBGBs, AYF

### Album divisi/split
- 1991 – Destroy!/Disrupt split 7"
- 1995 – Destroy!/Disturb split 7"

### Compilation
- Son of Bllleeeeaaauuurrrrgghhh! 7", Slap A Ham
- Bloodless Unreality 7"
- 1992 – Crust & Anguished Life, MCR Recs., Japan
- Songs For The Socially Retarded Cassette Compilation (Artisti Vari), Thrashing Mad